# دهک دهک
دَهِک دَهِک (انگلیسی: Dhak Dhak) فیلم هندی درام ماجراجویی جاده‌ای هندی-زبان است که در سال ۲۰۲۳ به نمایش درآمد، کارگردانی فیلم را تارون دُدِجا (Tarun Dudeja) بر عهده داشت. بازیگران اصلی راتنا پاتک شاه، دیا میرزا، فاطمه ثنا شیخ و سانجانا سنگهی هستند. فیلم در روز ۱۳ اکتبر ۲۰۲۳ به نمایش درآمد.
فیلمبرداری اصلی در ماه مهٔ ۲۰۲۲ شروع شد. فیلمبرداری طی ۴۰ روز انجام پذیرفت و در ژوئن ۲۰۲۲ خاتمه یافت.